# ある町の高い煙突
『ある町の高い煙突』（あるまちのたかいえんとつ）は、20世紀初頭に日立鉱山の煙害問題の解決に向けて企業と地元の青年達が苦闘する姿を描いた新田次郎の小説および、それを原作とした映画。
1968年（昭和43年）に「週刊言論」に連載され、翌年文藝春秋社より刊行された。

## あらすじ

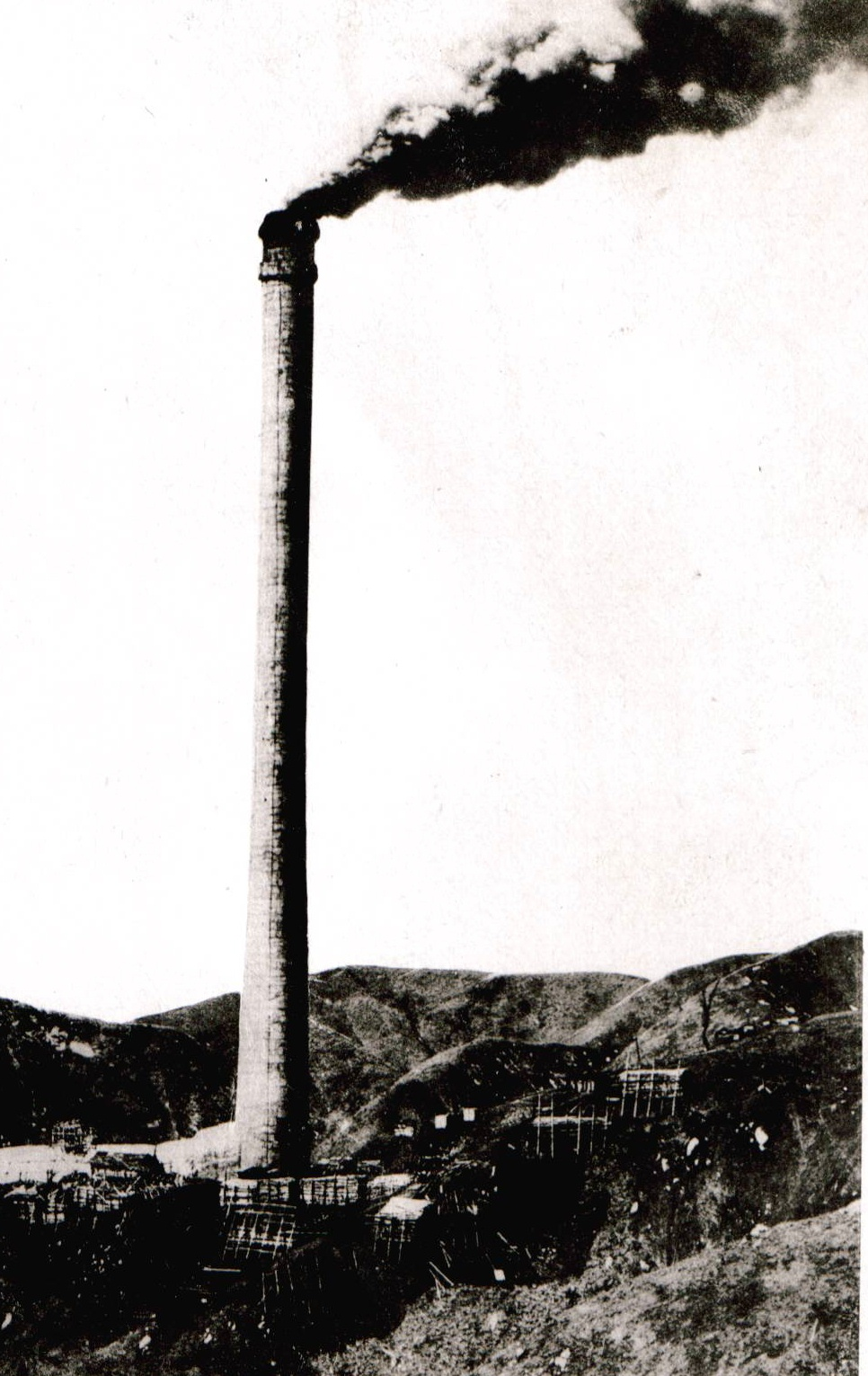
大煙突、大正初期の絵葉書より。

日露戦争開戦の前年、明治36年（1903年）、茨城県北の山村の青年、関根三郎は、隣村の赤沢銅山の技師、チャールス・オールセンに出会い、銅山から出る煙の害について聞く。三郎は進学を希望していたが、鉱山が木原吉之助に買収され事業拡大されることを知った祖父の兵馬から、進学をあきらめて家を継ぎ木原鉱業所との対応に当たるよう迫られる。三郎は第一高等学校を受験し合格するが、兵馬が亡くなり、その葬列が鉱山の煙に穢されたことから、進学をあきらめ村に残り煙害に対峙することを決意する。三郎は恒吉と同じ煙害に悩まされている愛媛県の別子の視察に行くが、農民決死隊と間違われ一時警察に拘束される。一方、木原鉱業所は軍備拡張の波に乗り新しく大規模な精錬所を建設し煙害は悪化の一途をたどる。三郎を中心とした青年同志会は、台風や火災の被害を受けた木原鉱業所に対し人道的救援を行う一方で、木原鉱業所からの一切の供応を断り清廉潔白に煙害問題について木原鉱業所と対峙した。加屋淳平は煙害対策に神峰山山頂に気象観測所を作ることを提案する。淳平は三郎を連れて中央気象台の技師である藤岡作松を訪ね、煙が地を這うのは逆転層によるのではないかと示唆される。それを聞いて三郎は、逆転層のずっと上から煙を出す大煙突を立てることを発案する。政府の諮問機関の煙害予防調査会が開かれ、煙を希釈拡散させる有孔煙道の建設が提案される。藤岡は大気構造の基礎調査をすべきと提案するが受け入れられず、有孔煙道が建設された結果、入四間村の被害は拡大する。煙害問題の世論に押された政府から大量の空気を強勢挿入混合して亜硫酸ガスの濃度を下げる装置を作るよう通告されるが、この装置も失敗に終わる。世界大戦の気運が高まる中、銅は増産され煙害はますます悪化し、三郎と淳平は集団離村の検討を始めるが、加屋兄妹と親しくする三郎のことをよく思わない村民も出てくる。その様な時に三郎はオールセンから、スウェーデンにおいて高い煙突を作ることで煙害を最小限に食い止めることに成功したという手紙をもらう。三郎はこの手紙を持って藤岡の協力も得て、木原社長に大煙突の建設を要請する。藤岡の行った上層気流の観測結果と三郎がもたらしたスウェーデンでの成功事例により、木原はついに世界一の大煙突建設を決断する。

## 主な登場人物
- 関根三郎：茨城県北の山間の入四間村の郷氏、関根家の養子。入四間村青年同志会会長。入四間村煙害対策委員会委員長。入四間煙害対策委員長だった関右馬允がモデル。
- 関根兵馬：関根家当主。三郎の養祖父。
- 関根みよ：兵馬の孫娘。両親とは幼い頃死別。三郎の許婚者。
- 関根いね：兵馬の妻。三郎の養祖母。
- 関根恒吉：関根家分家の跡取り。村の青年同志会を立ち上げ三郎を会長に据える。
- 関根さわ：関根恒吉の妻。三郎とみよの結婚式の介添え。
- 伝吉：関根家の使用人。
- 菊池作左衛門：三郎の実父。水戸の士族。
- 菊池作一郎：三郎の実兄。東京で医業にたずさわっている。
- 大村善之助：入四間村村長。
- 小杉平蔵：入四間村の村人。青年同志会会員。
- 平林孫作：入四間村の村人。三郎に批判的。
- チャールス・オールセン：赤沢銅山の技師。スウェーデン人。
- 木原吉之助：赤沢銅山を買収し木原鉱業所を立ち上げた実業家。日立鉱山創業者の久原房之助がモデル。
- 加屋淳平：木原鉱業所の地所係で煙害の損害賠償などを担当している職員。日立鉱山職員の角弥太郎がモデル。
- 加屋千穂：加屋淳平の妹で水戸の女学校に通っていた。三郎に好意を抱く。結核で夭逝。
- 松倉謙造：木原鉱業所の総務課長。
- 八尾定吉：木原鉱業所の渉外係。
- 須藤謙吉：木原鉱業所の地所係。煙害調査の責任者。
- 武田省三：木原鉱業所の煙害観測所の主任。
- 宮下吾市：木原鉱業所の設計主任。大煙突を設計する。
- 篠塚大作：木原鉱業所の経理部長。
- 尾田武：大煙突の工事総監督。
- 藤岡作松：理学博士。中央気象台の技師。近世気象学の著者。
- 山田秀雄：毎朝新聞所属の煙害を取材している記者。
- 村松：中学校教諭。三郎の担任。
- 瀧口清太郎：会社と被害者の間に立って甘い汁を吸う煙害虫。
- 田野村七郎左衛門：県会議員、煙害問題を政治利用する。
- 今西久武：入四間村に隣接する太田町の煙害連合調査会の幹事役。呉服屋。

## エピソード

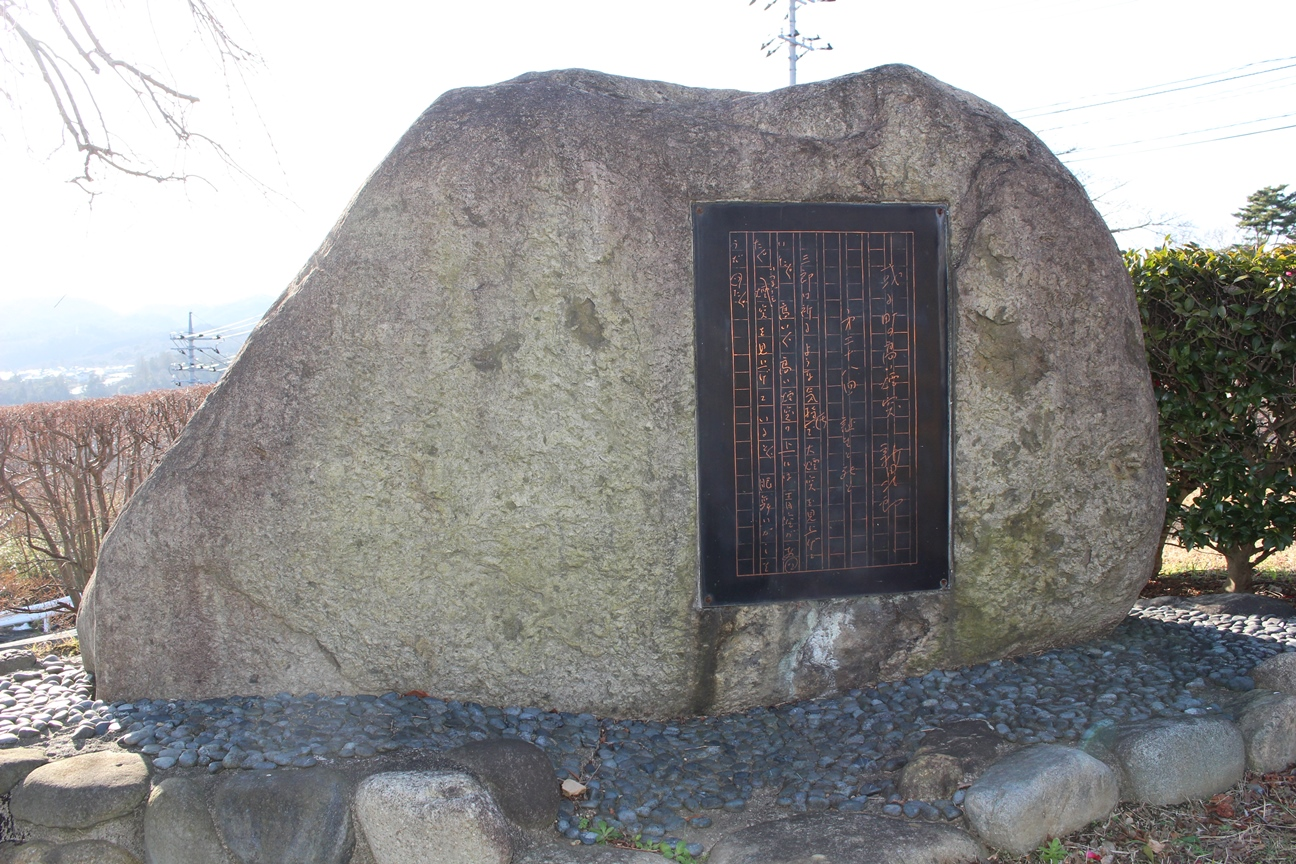
新田次郎文学碑

新田はあとがきに、同じ元気象庁職員で親交のあった日立市天気相談所初代所長の山口秀夫（山口那津男の父、秀男とも）の勧めによりこの小説を執筆したと書いている。また、新田は執筆に当たり日立市天気相談所に取材に訪れており、関根三郎のモデルである関右馬允にも山口の紹介で会っている。1989年（平成元年）11月11日に日立市かみね公園内に日立市政50周年を記念して、新田次郎文学碑が設置された。碑には、ある町の高い煙突の一節が刻まれている。

## 書誌情報
- 『ある町の高い煙突』 文藝春秋、1969年。
- 『ある町の高い煙突』 文藝春秋〈文春文庫〉、1978年。
- 『ある町の高い煙突 新装版』 文藝春秋〈文春文庫〉、2018年、ISBN：978-4-16-791036-5。

## 映画化作品
協賛には多数の関連企業が名を連ねた。日立鉱山（久原財閥→鮎川財閥→日産コンツェルン）を母体としながらも戦後は別々の道を歩んできたJXTBホールディングス（日本鉱業）、日立製作所、日立造船、日産自動車、日本水産、ニチレイなどの各グループ（今も春光会の名での社長会を結成しているが、資本提携等の実務的グループではない）が一般公開の形で一挙に名を連ねるのは久々である。

### スタッフ
- 製作総指揮：鈴木一良、宮本澄江
- 製作：亀和夫、城之内景子
- 原作：新田次郎
- 脚本：渡辺善則、松村克弥
- 監督：松村克弥

### キャスト
- 関根三郎：井手麻渡
- 関根兵馬：仲代達矢
- 関根恒吉：伊嵜充則
- 木原吉之助：吉川晃司
- 加屋淳平：渡辺大
- 加屋千穂：小島梨里杏
- 大村善之助：六平直政
- 平林孫作：城之内正明
- チャールス・オールセン：イアン・ムーア
- ナレーション：阿川佐和子

### ロケ地
- 茨城県日立市
- 茨城県高萩市[3][4]
- 茨城県大子町[5]
- 茨城県常陸太田市[6]
- 茨城県常陸大宮市[7]
- 茨城県北茨城市[8]
- 山形県庄内映画村[9]
- 栃木市おおひら郷土資料館「白石家戸長屋敷」[10]。

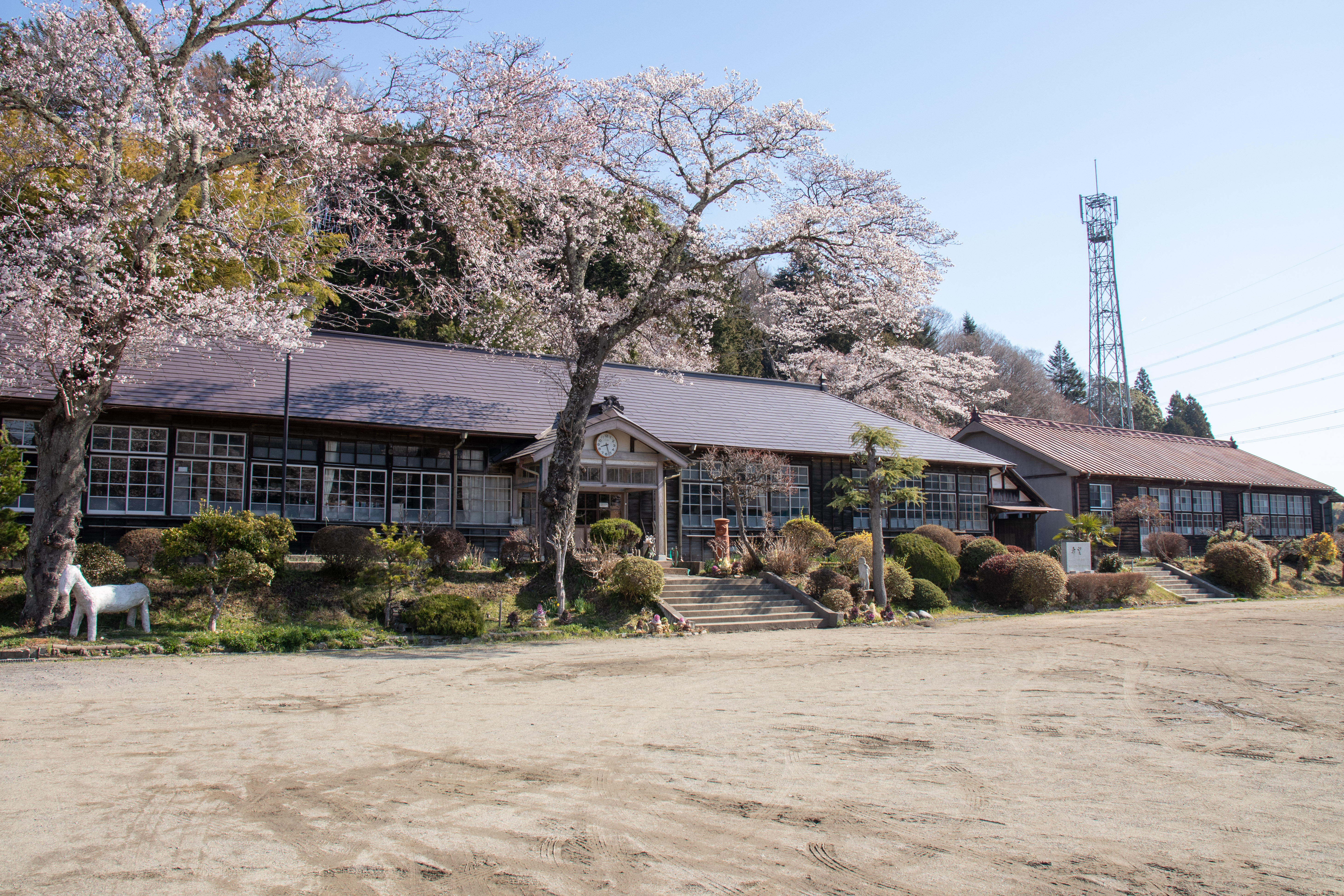
旧大子町立上岡小学校
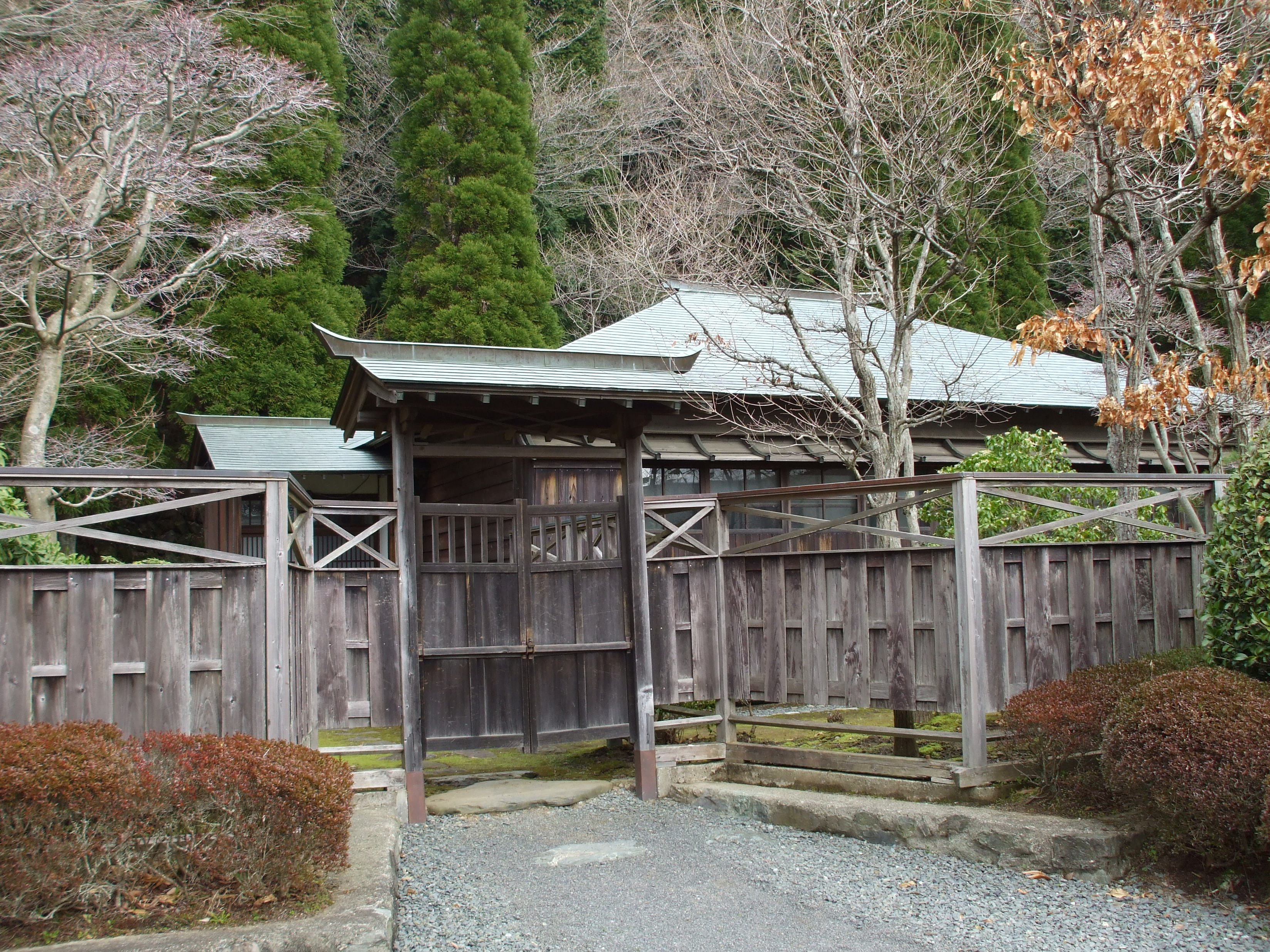
久原房之助旧宅（日鉱記念館）
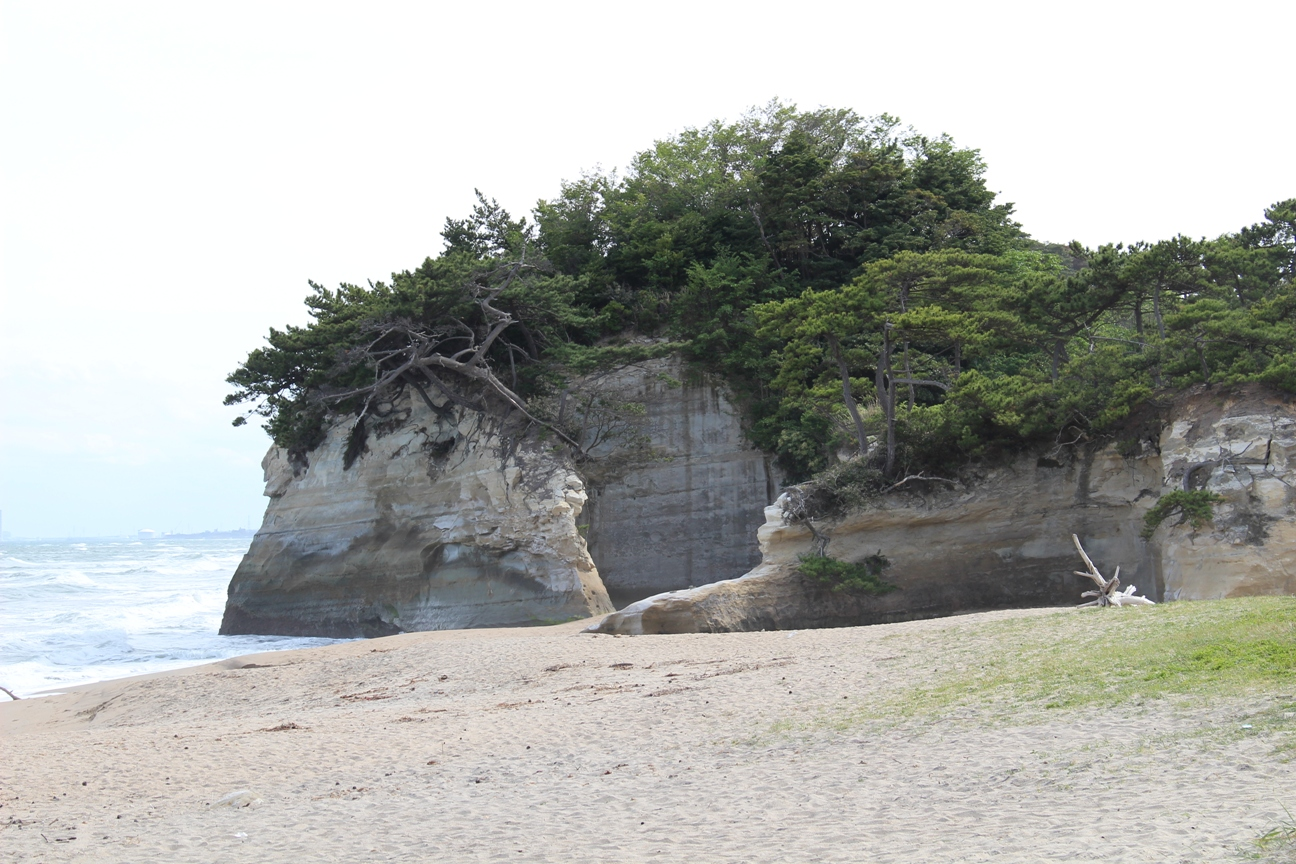
太田尻海岸（日立市）
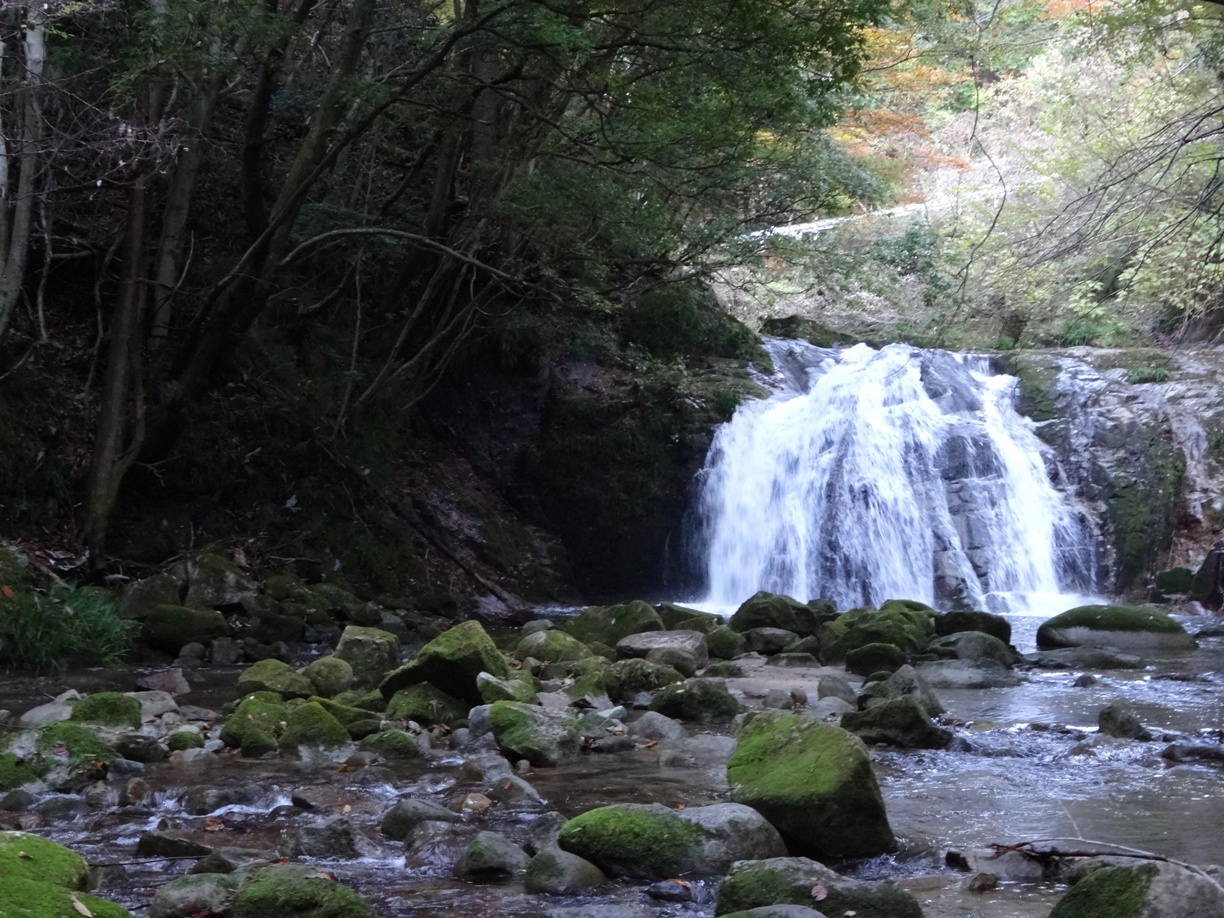
花貫渓谷（高萩市）
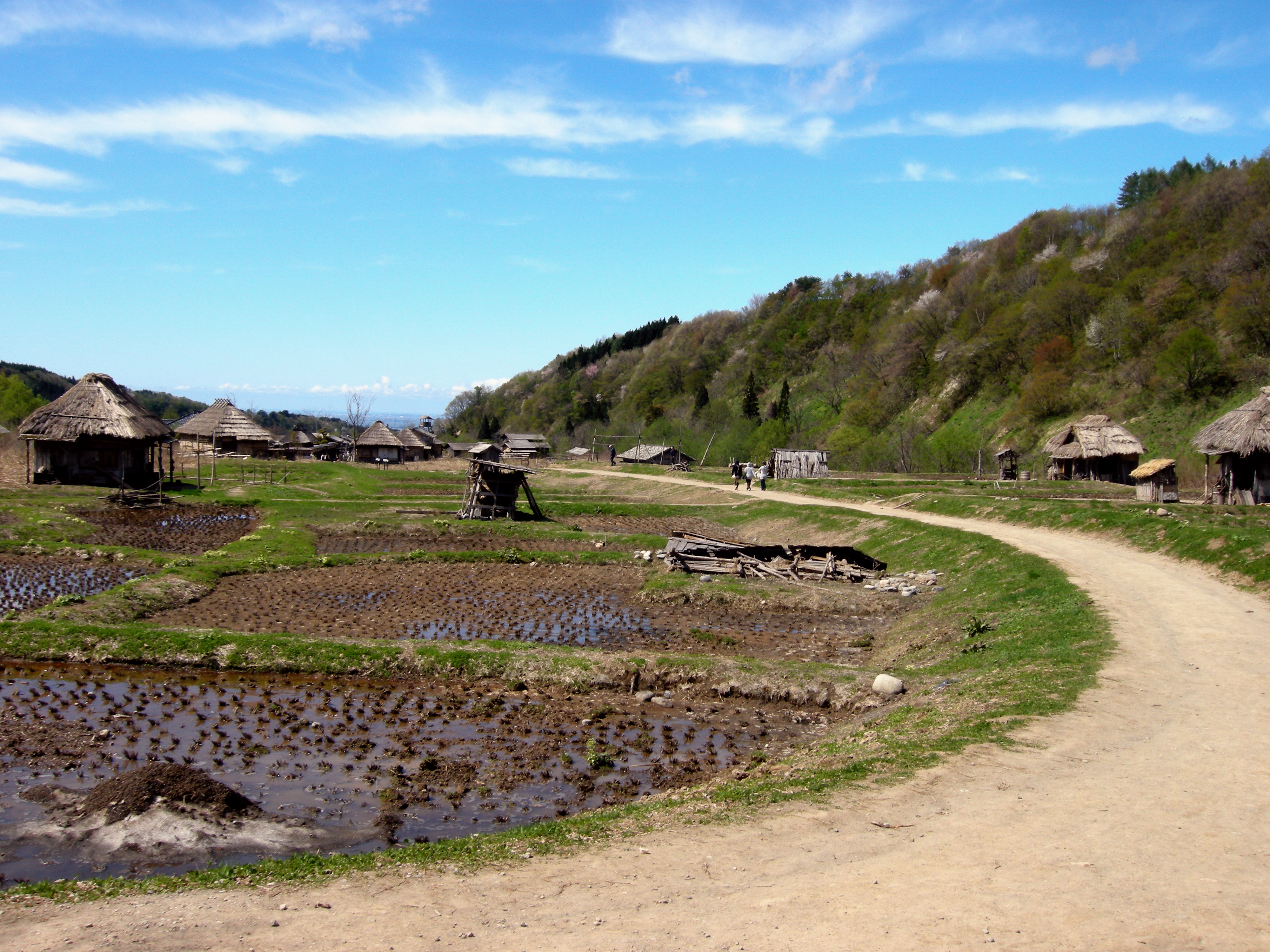
庄内映画村
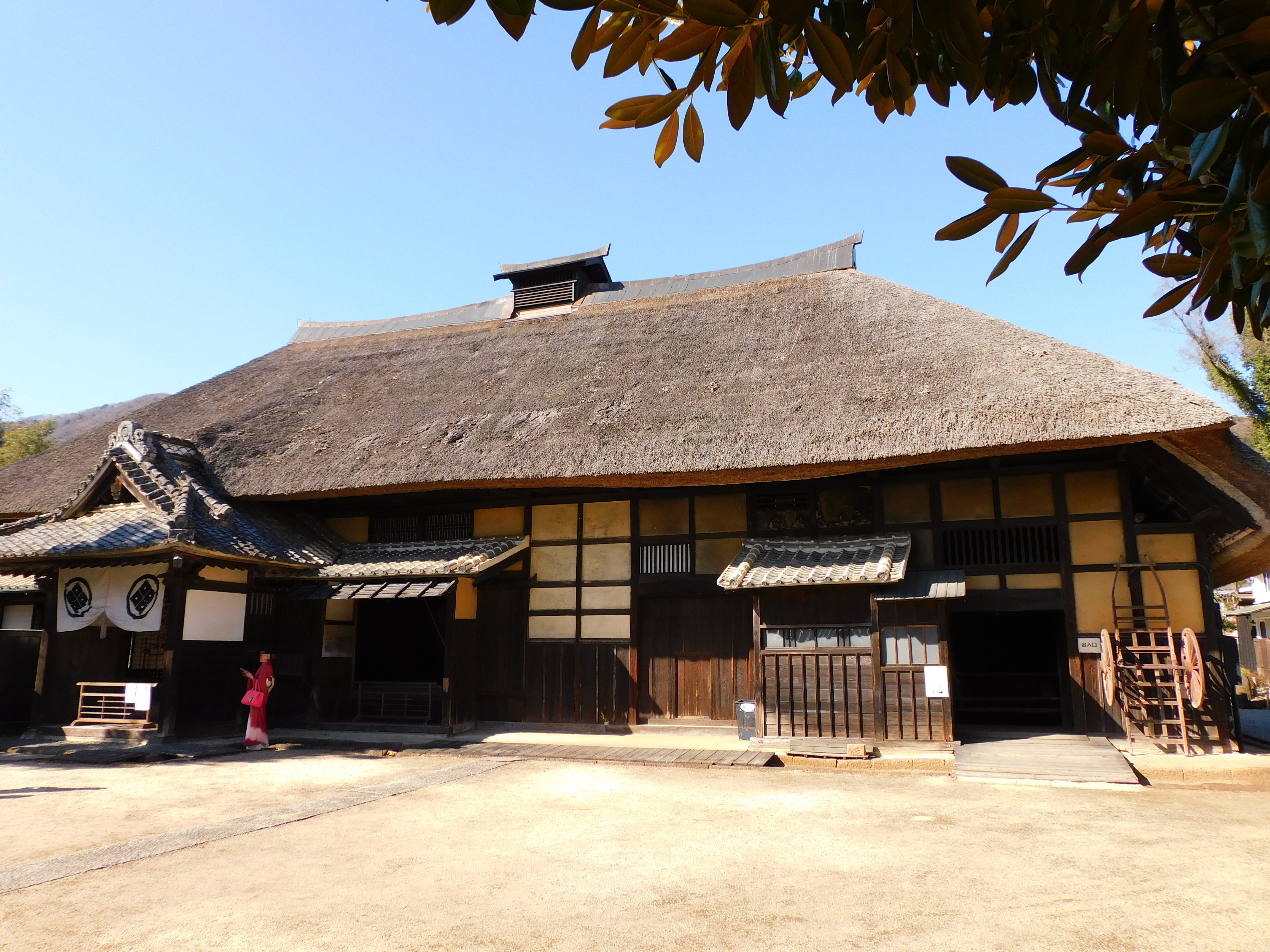
白石家戸長屋敷